# Hans Georgii
Hans Georgii, född 29 juni 1889 i Stockholm, död 11 juni 1970 i Genève, Schweiz, var en svensk byggnadsingenjör och den förste dokumenterade svenska ishockeyspelaren.

## Biografi
Hans Georgii började sin karriär som bandyspelare i moderklubben IFK Stockholm och från 1909 i AIK. Han flyttade 1911 till Berlin för att studera. Där kom han i kontakt med ishockey och spelade för tyska Eislaufverein Berlin och Berliner Schlittschuh-Club. Hans Georgii blev en av de mest uppskattade och berömda spelarna i laget. Han var känd för att alltid spela med en vit scarf. Eftersom klubblag under denna tid ofta också representerade sitt land så har Hans Georgii spelat 21 landskamper för Tyskland. När första världskriget bröt ut 1914, återvände han till Sverige. Då var han en av de högst rankade ishockeyspelarna i Europa. 
Det Internationella ishockeyförbundet (IIHF) grundades 1908, som the Ligue International de Hockey sur Glace. Hans Georgii representerade Sverige 1912-1913 i IIHF-kongressen. Det skulle dock dröja till 1920 innan Sverige blev medlem i IIHF. Svenska Ishockeyförbundet sorterade under denna tid under Svenska Fotbollförbundet och blev inte ett självständigt förbund förrän 1922.
Efter sin hemkomst till Sverige blev Hans Georgii uttagen till de Olympiska spelen 1920. Han var en av få spelare i det svenska laget som tidigare spelat ishockey, resten av laget var bandyspelare från Uppsala och Stockholm. Hans Georgii bistod med det taktiska tankarna kring ishockey. Inför OS tränade Hans Georgii ensam i Åre. Dock blev Georgii, som skulle utses till lagkapten, allvarligt sjuk och kunde inte resa med till OS. De kvarvarande spelarna som tidigare spelat ishockey var Hansjacob Mattsson, Nils Molander och David Säfwenberg.
Hans Georgii var ingenjör och anställd mellan 1911 och 1917 vid Wayss & Freytag Ingenieurbau AG, Tyskland, och från 1917 vid Skånska Cementgjuteriet i Stockholm.

## Meriter
- Tysk mästare, två gånger
- Österrikisk mästare, två gånger
- Internationell mästare i Europa, 1912 och 1913.
- Invald 2012 i svenska Hockey Hall of Fame som nummer 18[6]